# Cossacks II: Napoleonic Wars
Cossacks II: Napoleonic Wars es el cuarto videojuego de la serie Cossacks. Es un juego de estrategia en tiempo real, publicado en la primavera de 2005 con división de opiniones en las críticas recibidas.
Este juego se centra exclusivamente en la época de Napoleón, una época significativamente más corta que otro títulos de la serie (los cuales abarcan varios siglos). Esto implica que la cantidad de tecnologías que se pueden desarrollar es menor comparada con otros juegos de Cossacks, y no hay la misma variedad de unidades por cada país como anteriormente. Sin embargo Cossacks II compensa esta carencia con una gran cantidad de unidades que pueden ser entrenadas y que incorporan una gran variedad de opciones tácticas, así como con un nuevo motor gráfico.

## Desarrollo del juego
La serie Cossacks siempre se ha caracterizado por ser parte de una gran cantidad de series unidades en pantalla simultáneamente siendo posible controlarlas todas individual o conjuntamente; este juego no es una excepción. El límite de soldados que se pueden manejar al mismo tiempo es de 6,400, una cifra muy alta comparado con otros videojuegos de estrategia en tiempo real. Sólo Rome: Total War supera esta cifra con diez mil unidades como máximo.

## Modos de juego
En el juego hay dos modos disponibles: individual y multijugador. en el modo individual se pueden jugar una campaña tutorial, la Guerra por Europa (Battle for Europe es una partida por turnos a alto nivel similar al juego de tablero Risk), y Escaramuza/Batallas Históricas. En el modo multijugador se pueden jugar partidas de tipo Escaramuza por red entre varios jugadores (cada uno con un PC).

## Expansión
Existe una expansión del juego denominada Cossacks 2: Battle for Europe que se publicó en junio de 2006. Es un videojuego que funciona de manera independiente (sin que sea necesario disponer de Cossacks II: Napoleonic Wars para disfrutarlo).
Los principales cambios en el juego están en el modo Guerra por Europa. Hay al menos 7 territorios nuevos para extender el mapa, lo que permite más posibilidades en las partidas, y también aparecen 3 naciones nuevas: España, el Gran Ducado de Varsovia y la Confederación del Rin.
Así mismo cuenta con varias batallas históricas nuevas: la de Borodino, la de Leipzig y la de Waterloo, así como campañas que se juegan dirigiendo a las grandes potencias de la época.

## Juegos relacionados
Alexander también fue desarrollado por CDV usando el mismo motor.